# Crocifisso di Fucecchio
Il Crocifisso di Fucecchio è una croce sagomata e dipinta a tempera e oro su tavola (156x100 cm) di Berlinghiero Berlinghieri, databile al 1230-1235 circa e conservata nel Museo nazionale di San Matteo a Pisa. È firmata BERLINGERIUS VULTERRANUS ME PINXIT.

## Storia
L'opera si trovava originariamente nell'abbazia di San Salvatore a Fucecchio (già nella diocesi di Lucca), dal tempo dell'abate Giovanni che la commissionò all'artista. Nel 1780 fu acquistata sul mercato antiquario dallo storico pisano Ranieri Tempesti ed esposta nel Camposanto Monumentale (dove nel 1816 la ricorda Carlo Lasinio, nella Cappella Dal Pozzo), prima di approdare al museo nazionale. Il Tempesti ne lasciò nel 1812 una descrizione e un disegno in cui il crocifisso appare già privo dei laterali, come sembra confermare anche un disegno di qualche anno più tardi del tedesco Johann Anton Ramboux. Tuttavia le misure riportate dal Tempesti coincidono con quelle del crocifisso completo, per cui può darsi che al momento dell'acquisizione la croce fosse integra. Presentava anche una firma apocrifa di Giunta Pisano.
Dei due riquadri alle estremità dei bracci, quello di sinistra, con San Lorenzo e una santa (27x17 cm), si trova al Museo di Fucecchio (associato al crocifisso da Garrison nel 1951), mentre quello di destra, con una Pia Donna e san Paolo, è in una collezione privata (riconosciuto da Tartuferi nel 1991).
Fu restaurata nel 1981 e solo in quella data si scoprì la firma vera di Berlinghiero. Nonostante ciò Luciano Bellosi nel 1991 dubitò della firma e attribuì l'opera al senese Dietisalvi di Speme; ma la sua ipotesi non ha avuto seguito, e oggi l'attribuzione a Berlinghiero è pressoché unanime (Carli, 1994; Tartuferi, 1991).
Caleca, leggendovi un sentimentalismo derivato dal contatto con Giunta Pisano, riferì l'opera agli anni quaranta del Duecento.

## Descrizione e stile
Rappresenta il Christus triumphans sulla croce, eretto e con gli occhi aperti, quale vincitore della morte. Nei tabelloni ai lati della croce si vedono i due dolenti, Maria e san Giovanni. In alto la sigla di Cristo "ICXC".
Rispetto all'altro crocifisso firmato da Berlinghiero, la Croce di Lucca, la croce di Fucecchio mostra un Cristo più slanciato, con un corpo meglio proporzionato e col volto di giovane più idealizzato, dimostrando un'influenza più marcata di Giunta Pisano, leggibile anche nella maggiore espressività delle figure dei dolenti. La figura di Cristo infatti ha un'espressione di calcata tristezza, ripresa anche nella figura del san Giovanni a sinistra, che porta anche un lembo di veste al volto per asciugarsi le lacrime.

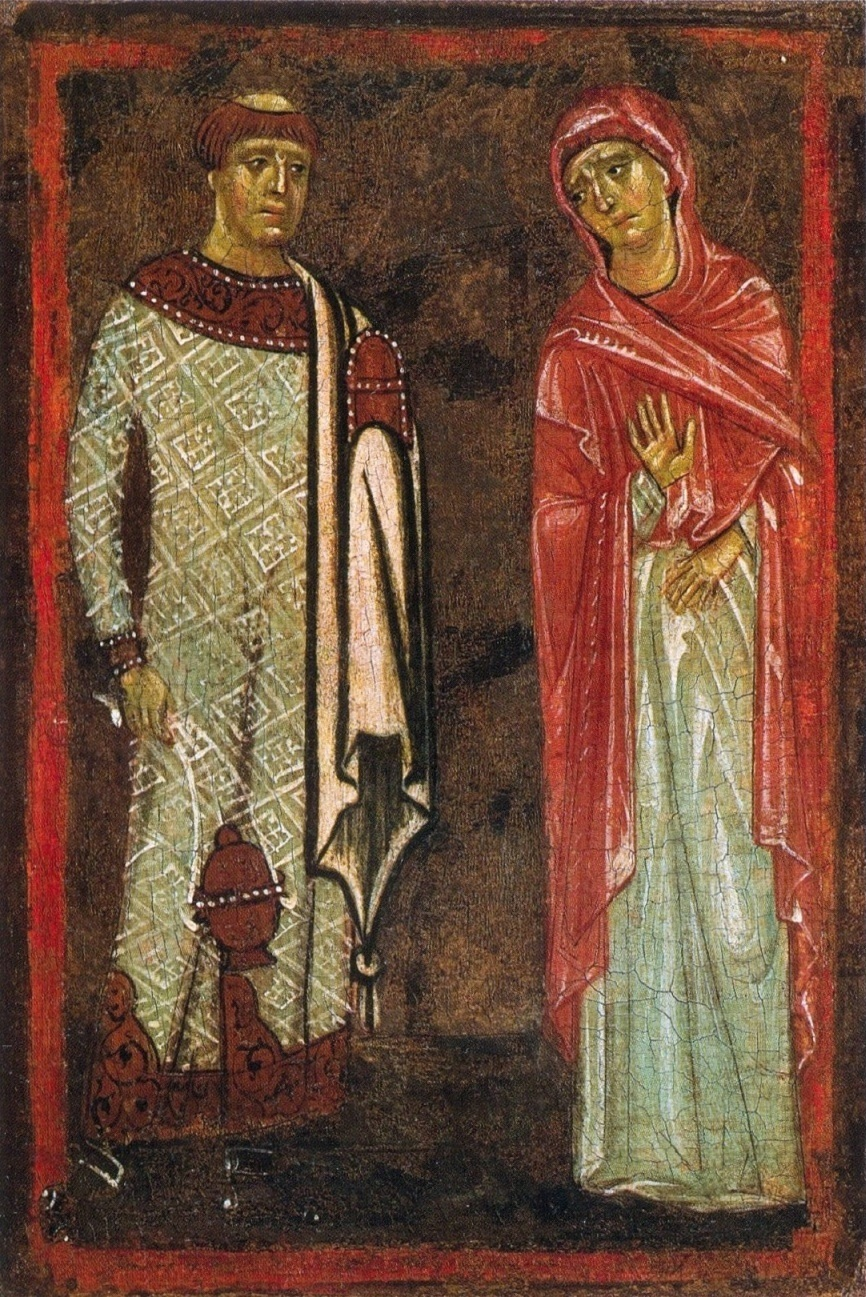
Pannello nel Museo di Fucecchio
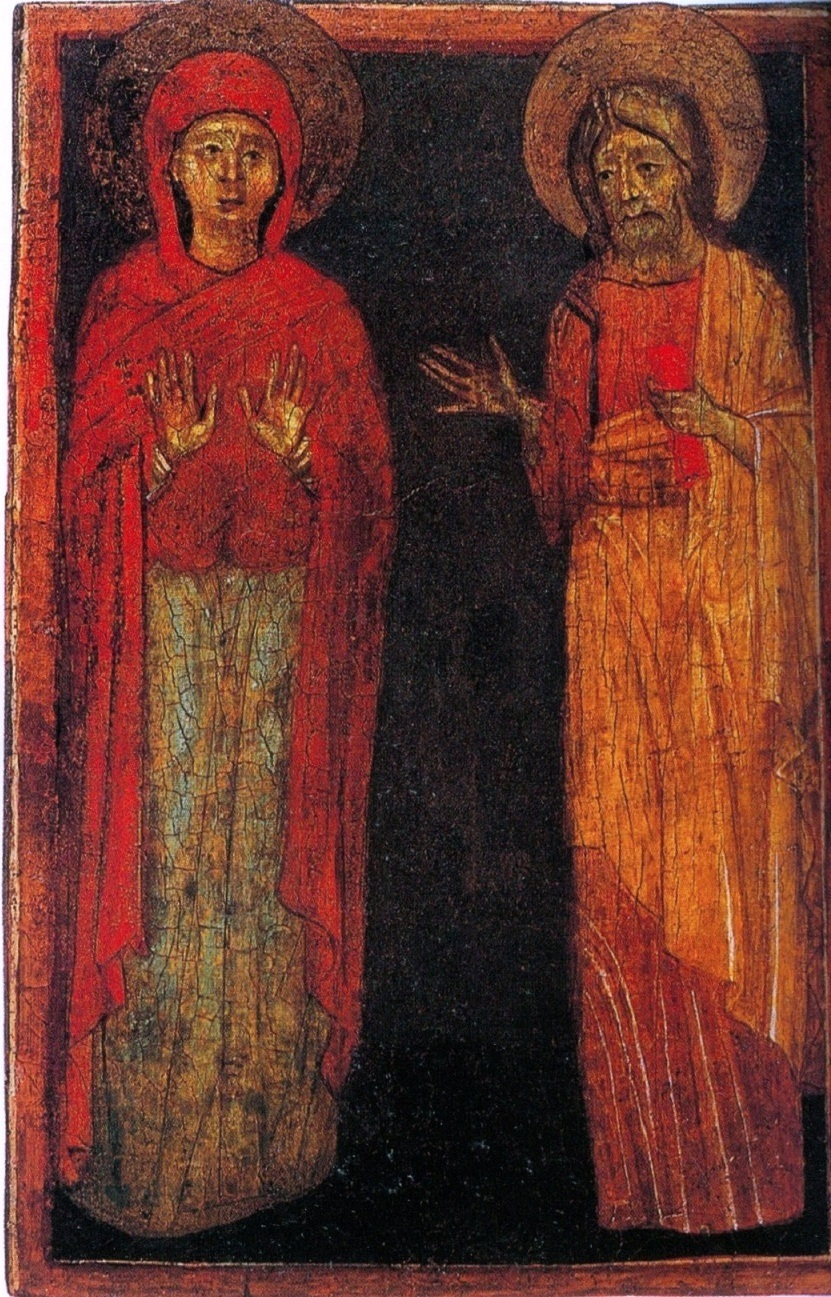
Pannello in collezione privata